# Ганноверская школа архитектуры
Ганноверская школа архитектуры (нем. Die Hannoversche Architekturschule) — художественная школа архитектуры, исторически сформировавшаяся в Северной Германии во второй половинe XIX века с центром в Ганновере, самом крупном немецком городе земли Нижняя Саксония, и близлежащих городах. Для архитекторов ганноверской школы того времени — периода историзма и стилизаций, иногда называемого периодом эклектики, — характерно обращение к историко-региональной традиции северогерманской архитектуры, а именно к кирпичной готике.
Один из основателей ганноверской школы, архитектор Конрад Вильгельм Хазе, создал почти 80 новых церквей и более 60 светских зданий. Кроме того, Хазе преподавал в Ганноверском политехническом институте в течение сорока пяти лет, за это время он обучил около 1000 архитекторов, многие из которых переняли его идеи.
Развитию Ганноверской школы способствовала прогрессирующая индустриализация. В промышленных городах быстро растущее население создавало потребность в новых домах, школах и больницах. Расширение железнодорожной сети потребовало строительства высотных сооружений, таких как станции и эксплуатационные здания, а также новых представительных фабричных зданий, отражающих своё экономическое значение. В 1851 году была основана «Ассоциация архитекторов и инженеров Ганновера» (Der Architekten- und Ingenieur-Verein Hannover; AIVH)
В период с 1850-х по 1900-е годы в Ганновере было построено множество крупных городских церквей, школьных и фабричных зданий, а также несколько тысяч жилых домов, что и дало ему название. Поэтому и новая архитектурная школа получила название ганноверской. Новые постройки отличались неоштукатуренными кирпичными фасадами. Внутренняя функция отчётливо проявлялась во внешней форме здания. В архитектурной композиции использовались традиционные треугольные, часто ступенчатые, фронтоны, заимствованные из средневековых церковных построек, стрельчатые окна и остроконечные башенки, декоративно уложенный кирпич, образующий узоры на внешних стенах.
Термин «Ганноверская архитектурная школа», вероятно, впервые использовал в 1882 году Теодор Унгер. Но только после активных выступлений Конрада Вильгельма Хазе он получил широкое распространение. Ведущими архитекторами ганноверской школы считаются также Эрнст Эбелинг, Карл Генрици, Рудольф Хиллебрехт.